# Campeonato Mundial de Ciclismo BMX de 2019
El XXIV Campeonato Mundial de Ciclismo BMX se celebró en Heusden-Zolder (Bélgica) entre el 23 y el 27 de julio de 2019 bajo la organización de la Unión Ciclista Internacional (UCI) y la Federación Belga de Ciclismo.
Las competiciones se realizaron en el Circuito de BMX de Zolder. 

## Resultados

### Masculino
| Evento          | Oro                                    | Plata                                | Bronce                       |
| --------------- | -------------------------------------- | ------------------------------------ | ---------------------------- |
| Carrera (27.07) | Twan van Gendt · Países Bajos · 31,345 | Niek Kimmann · Países Bajos · 35,454 | Sylvain André Francia 38,482 |

### Femenino
| Evento          | Oro                                    | Plata                                  | Bronce                        |
| --------------- | -------------------------------------- | -------------------------------------- | ----------------------------- |
| Carrera (27.07) | Alise Willoughby Estados Unidos 34,701 | Laura Smulders · Países Bajos · 35,146 | Axelle Étienne Francia 35,165 |

## Medallero
| Núm. | País           | Oro | Plata | Bronce | Total |
| ---- | -------------- | --- | ----- | ------ | ----- |
| 1    | Países Bajos   | 1   | 2     | 0      | 3     |
| 2    | Estados Unidos | 1   | 0     | 0      | 1     |
| 3    | Francia        | 0   | 0     | 2      | 2     |
|      | TOTAL          | 2   | 2     | 2      | 6     |